# Eiríkshorn
Eiríkshorn är en bergstopp i republiken Island. Den ligger i regionen Västfjordarna, 200 km nordväst om huvudstaden Reykjavík. Toppen på Eiríkshorn är 498 meter över havet.
Runt Eiríkshorn är det mycket glesbefolkat, med 2 invånare per kvadratkilometer. Närmaste större samhälle är Patreksfjörður, omkring 15 kilometer söder om Eiríkshorn. Trakten runt Eiríkshorn består i huvudsak av gräsmarker.